# Корурипи
Корурипи (порт. Coruripe)  —  муниципалитет в Бразилии, входит в штат Алагоас. Составная часть мезорегиона Восток штата Алагоас. Входит в экономико-статистический микрорегион Сан-Мигел-дус-Кампус. Население составляет 44 727 человек на 2000 год. Занимает площадь 897,431 км². Плотность населения — 46,04 чел./км².

## История
Город основан в 1866 году.

## География
Климат местности: тропический.